# Günther Dohmen
Günther Dohmen (* 8. April 1926 in Heidelberg; † 14. Januar 2022 in Tübingen) war ein deutscher Erziehungswissenschaftler und Hochschullehrer.

## Leben
1946 nahm er das Studium der Germanistik, Geschichte, Anglistik, Philosophie und Pädagogik in Heidelberg auf. Als Vertreter der Studierenden nahm er am Parlamentarischen Rat in Bonn zur Erarbeitung des Grundgesetzes für die Bundesrepublik Deutschland teil. Dohmen promovierte 1951 in Heidelberg mit der Dissertation Die Bedeutung des „poetischen Bildungstriebs“ für das Selbstverständnis Goethes zum Dr. phil. 1953 bis 1956 war er Studienrat am Karls-Gymnasium in Stuttgart. 1963 erfolgte die Habilitation in Tübingen. Von 1963 bis zu seiner Emeritierung 1994 lehrte und forschte er als Professor für Erziehungswissenschaft an der Universität Tübingen. Er war Mitglied der Deutschen UNESCO-Kommission und als Gastprofessor in 33 Ländern international tätig.
Von 1969 bis 1974 gehörte er dem Beirat der Friedrich-Naumann-Stiftung an.
Zu seinem 80. Geburtstag hatten ehemalige Studenten und Mitarbeiter eine Website mit Einzelheiten zu Lebenslauf, Veröffentlichungen, Interviews, Preisen und Ehrungen zusammengestellt.
1994 wurde er mit dem Bundesverdienstkreuz 1. Klasse ausgezeichnet.

## Veröffentlichungen (Auswahl)
- Bildung und Schule. Die Entstehung des deutschen Bildungsbegriffs und die Entwicklung seines Verhältnisses zur Schule, zwei Bände, Beltz, Weinheim 1964/1965.
- Das Fernstudium. Ein neues pädagogisches Forschungs- und Entwicklungsfeld, Quelle & Meyer, Heidelberg 1967.
- Der Aufbau des Hochschul-Fernstudiums in der Bundesrepublik „Tübinger Plan“, Beltz, Weinheim 1968 (Tübinger Beiträge zum Fernstudium, Band 1).
- Fernstudium im Medienverbund. Entlastung und Reformanstoß für die Hochschulen, Beltz, Weinheim 1970 (Tübinger Beiträge zum Fernstudium, Band 4).
- Externenstudium. Internationale Entwicklungen zur Einbeziehung des Externenstudiums in den Hochschul- und Weiterbildungsbereich, Beltz, Weinheim 1978 (Tübinger Beiträge zum Fernstudium, Band 12), ISBN 3-407-65712-9.
- Schriften zur Erwachsenenbildung. Ausgewählte Aufsätze und Bibliographie, Tübingen 1986.
- Offenheit und Integration. Beiträge für das Zusammenwirken von Erwachsenenbildung, Wissenschaft und Medien, Klinkhardt, Bad Heilbrunn 1991, ISBN 3-7815-1038-7.
- Das lebenslange Lernen. Leitlinien einer modernen Bildungspolitik, Bundesministerium für Bildung, Wissenschaft, Forschung u. Technologie, Bonn 1996.
- Die Entstehung des Grundgesetzes. Erinnerungen eines Zeitzeugen, Pilus-Verlag, Tübingen 1999, ISBN 3-9801731-9-4.
- Das informelle Lernen. Die internationale Erschließung einer bisher vernachlässigten Grundform menschlichen Lernens für das lebenslange Lernen aller, Bundesministerium für Bildung und Forschung, Bonn 2001.

Festschrift
- Martha Friedenthal-Haase/Norbert Vogel (Hrsg.): Erwachsenenbildung im Kontext. Beiträge zur grenzüberschreitenden Konstituierung einer Disziplin; Günther Dohmen zum 65. Geburtstag. Klinkhardt, Bad Heilbrunn 1991, ISBN 3-7815-0680-0.